# Koka-Stausee
Der Koka-Stausee (amharisch ቆቃ ሐይቅ), auch Gelilasee genannt, ist ein Stausee im Süden von Äthiopien, etwa 75 Kilometer südlich der Landeshauptstadt Addis Abeba. Die Talsperre des Wasserkraftwerks Koka staut den Fluss Awash in der Region Oromia zu einem Stausee.
Die mittlere Fläche des Sees im Afrikanischen Grabenbruch in der Zone Ost-Shewa (Misrak Shewa) von Oromia beträgt 180 Quadratkilometer.

## Absperrbauwerk
Das Absperrbauwerk ist eine Gewichtsstaumauer aus Beton mit einer Höhe von 47 m. Die Länge der Mauerkrone beträgt 458 m.
Der Bau begann im Dezember 1957, die Abnahme erfolgte 1960. Es entstanden Kosten in Höhe von 30.641.000 äthiopischen Birr. Die Staumauer wurde von einer italienischen Firma gebaut. Es war eine Art Hilfe und eine Reparationszahlung Italiens für die Zeit der italienischen Besetzung Äthiopiens 1936 bis 1941. Das Bauwerk dient sowohl der Energiegewinnung als auch der Regulierung des Flusses Awash.

## Stausee
Beim normalen Stauziel von 1595 m über dem Meeresspiegel erstreckt sich der Stausee über eine Fläche von rund 183 km² und fasst 1,9 Mrd. m³ Wasser.
Mit einer Fläche von bis zu 25.500 Hektar liegt der Stausee an 20. Stelle der künstlichen Seen in Afrika. Da die Hauptstadt Addis Abeba nicht weit entfernt liegt, ist der Kokasee ein beliebtes Ausflugs- und Ferienziel. Das Seeufer ist mit einem breiten Schilfsaum umgeben und bietet Lebensraum für zahlreiche Pflanzen, z. B. Wasserhyazinthen, Vögel und Wildtiere.
Der See ist fischreich, die jährliche Fangmenge beträgt rund 625 Tonnen, was etwa 52 % bis 89 % des nachhaltigen Ertrags darstellt.
Die Flüsse Awash und Modz bringen große Mengen an Sedimenten, was zu hohem Algen- und Pflanzenwachstum führt.

## Kraftwerk
Das Kraftwerk Koka verfügt über eine Maschine mit einer maximalen Leistung von 43 MW. Die Maschine wurde im Mai 1960 in Betrieb genommen. Die minimale Fallhöhe beträgt 32 m, die maximale 42 m.